# Lampeter

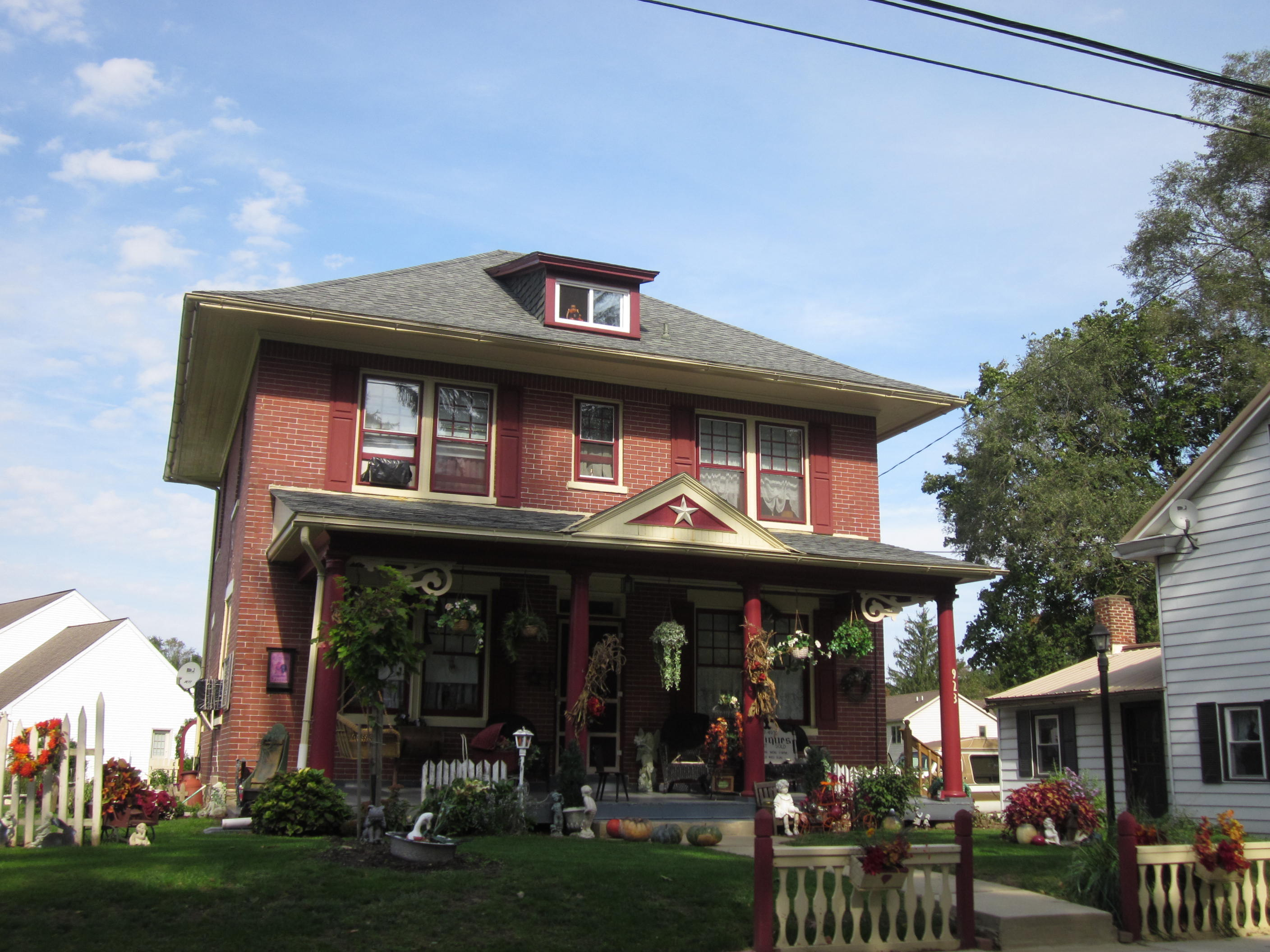

Lampeter é uma área não incorporada e região censitária (CDP) localizada em West Lampeter Township , Pensilvânia com "ZIP code" 17537.
A comunidade está localizada ao longo da "Pennsylvania Route 741", a oeste de Strasburg. É um subúrbio de Lancaster City, Pensilvânia. De acordo com o censo de 2010, a população era de 1.669 residentes. A comunidade recebeu o nome em homenagem a Lampeter, no País de Gales.
A "Lampeter Fire Station" é e tem sido um "corpo de bombeiros" ("Fire Company")  totalmente voluntário por mais de 100 anos. Todos os anos, durante três dias em setembro, a Lampeter Fire Company hospeda a "Lampeter Fair", um evento que oferece aos moradores da comunidade a chance de exibir animais, produtos e obras de arte. É também uma arrecadação de fundos para a Fire Company e reúne a comunidade em geral.